# 吉野悦世
吉野 悦世（よしの えつよ、12月6日 - ）は、大阪市平野区出身の女優、演歌歌手である。松竹芸能所属（2013年頃まではさち子プロ所属だった）。

## 経歴
2歳の時に歌い始める。『素人名人会』（MBSテレビ）に7回出場して7回とも名人賞。1985年ミヤコ蝶々新芸スクールに入門。その後、門下生となる。18歳の時に通天閣歌謡劇場で歌手デビュー。ニックネームは「通天閣のおやゆび姫」。身長149cm。大阪市立喜連中学校卒業、立命館大学中退。

## 主な曲
- Around The New World 〜新世界巡り〜（2008年8月CD発売）
- だ〜い好っきゃねん通天閣（2008年8月CD発売）
- 三つの拍手（2012年8月 CD発売）
- 犬山どんでん・祭りうた（2012年8月 CD発売）

## 出演
- 角座演芸アワー〜道頓堀から生放送!〜（2015年3月5日、ラジオ関西）
  - 同日は、ひなまつりスペシャルということで女性芸人ばかりを集めたが、「7時半の高座」コーナーでは松竹芸能と契約している女流落語家がいないため、「7時半の演歌」と題して吉野が出演。「犬山どんでん・祭りうた」「だ〜い好っきゃねん通天閣」を披露した。
- 明治座 「夜桜お七」
- 新宿コマ劇場　「弥次喜多道中忠臣蔵」「兄弟港－海鳴りの町－」
- 新橋演舞場　「まかしときなはれ」「銭形平次」「鶴八鶴次郎」「瞼の花」「花の生涯」
- 浅草大勝館　「竜小太郎公演 人生まわり道」「竜小太郎公演 まごころ」
- 博品館劇場　「雪之丞変化」
- 名鉄ホール　「夢追い目明かし」「謎の千両箱」「浮き世長屋は春爛漫」「弁天小僧」
- 中日劇場　「まかしときなはれ」「おんなの旅路」「浮浪雲」
- 御園座　「雲の上の青い空」「母の祈り」「桂三枝 喜劇」
- 新歌舞伎座　「夜桜お七」「まかしときなはれ」「てなもんや三度笠」「大爆笑！浪花の喜劇」「情けは殿のたまならず」「弁天小僧」「恋をそめて風の花」「狐笛のかなた」「吉野まほろば物語」
- 三越劇場　「新吾十番勝負」「緋牡丹慕情」
- 京都南座　「兄弟港」
- 大阪松竹座「大阪環状線～君の歌声が聴きたくて～天王寺編」2019年12月、「大阪環状線　大正駅編　～愛のエイサー　プロポーズ大作戦～」2021年12月　「アンタッチャブル・ビューティー ～浪花探偵狂騒曲～」2022年9月

### テレビ出演
- 水戸黄門(第28部-12回)2000年　TBS
- 京都紅葉寺殺人事件2002年11月23日　テレビ朝日
- 西洋骨董通り物語II京都不思議ストーリー　2003年　KBS　9回
- 流れ橋殺人事件　2003年3月28日　CX
- 警視庁心理捜査官・明日香４　2014年6月16日　TBS
- NHK連続テレビ小説おちょやん2020年11月30日放送開始　小林きみ役